# سد تائونگ نا
سد تائونگ نا (به لاتین: Tha Thung Na Dam) یک سد وزنی و نیروگاه برقابی در تایلند است که در Chong Sadao واقع شده‌است.